# 塞拉 (韦斯卡省)
塞拉，是西班牙阿拉贡自治区韦斯卡省的一个市镇。总面积69平方公里，总人口202人（2001年），人口密度3人/平方公里。